# Abdul Aziz Keita
Abdul Aziz Keita (n. Conakry, 17 de junio de 1990) es un futbolista guineano que juega en la demarcación de portero para el Buildcon FC del Primera División de Zambia.

## Biografía
Debutó como futbolista en 2010 con el Baraka Djoma SSG tras formarse en el club. Jugó durante una temporada antes de irse traspasado en 2012 al AS Kaloum Star. Dos años después consiguió ganar el Campeonato Nacional de Guinea por delante del Horoya AC.

## Selección nacional
Debutó con la selección de fútbol de Guinea el 17 de noviembre de 2010 en un partido amistoso contra Burkina Faso que finalizó con derrota por 1-2. Además disputó con la selección cuatro partidos de clasificación de CAF para la Copa Mundial de Fútbol de 2014, uno de clasificación para la Copa Africana de Naciones de 2013 y uno de clasificación para el Campeonato Africano de Naciones de 2014.

### Participaciones en torneos internacionales
| Torneo                                  | Sede                     | Resultado        |
| --------------------------------------- | ------------------------ | ---------------- |
| Copa Africana de Naciones 2012          | Gabón/ Guinea Ecuatorial | Primera fase     |
| Copa Africana de Naciones 2015          | Guinea Ecuatorial        | Cuartos de final |
| Campeonato Africano de Naciones de 2016 | Ruanda                   | Semifinales      |

## Clubes
| Club             | País   | Año         |
| ---------------- | ------ | ----------- |
| Baraka Djoma SSG | Guinea | 2010 - 2011 |
| AS Kaloum Star   | Guinea | 2012 - 2017 |
| Buildcon FC      | Zambia | 2017 -      |

## Palmarés

### Campeonatos nacionales
| Título                        | Club           | País   | Año  |
| ----------------------------- | -------------- | ------ | ---- |
| Campeonato Nacional de Guinea | AS Kaloum Star | Guinea | 2014 |